# Rhynchomolgidae
Famille
Les Rhynchomolgidae sont une famille de copépodes.

## Liste des genres
Selon World Register of Marine Species (20 décembre 2017) :
- Acanthomolgus Humes & Stock, 1972
- Alcyonomolgus Humes, 1990
- Anisomolgus Humes & Stock, 1972
- Ascetomolgus Humes & Stock, 1972
- Aspidomolgus Humes, 1969
- Calonastes Humes & Goenaga, 1978
- Colobomolgus Humes & Stock, 1972
- Contomolgus Humes & Stock, 1972
- Critomolgus Humes & Stock, 1983
- Diallagomolgus Humes, 1979
- Doridicola Leydig, 1853
- Emunoa Humes, 1996
- Indomolgus Humes & Ho, 1966
- Isomolgus Dojiri, 1988
- Kombia Humes, 1962
- Lambanetes Humes, 1982
- Lutumidomus Kim I.H., 2006
- Mandobius Humes, 1991
- Mecra Humes, 1980
- Meringomolgus Humes & Stock, 1972
- Moluccomolgus Humes, 1992
- Monomolgus Humes & Frost, 1964
- Notoxynus Humes, 1975
- Numboa Humes, 1997
- Pachysericola Kim I.H., 2003
- Paradoridicola Humes & Stock, 1972
- Paramolgus Humes & Stock, 1972
- Paranthessius Claus, 1889
- Paredromolgus Humes & Stock, 1972
- Pennatulicola Humes & Stock, 1972
- Perosyna Humes, 1982
- Pionomolgus Dojiri & Grygier, 1990
- Plesiomolgus Humes & Stock, 1972
- Ravahina Humes & Ho, 1968
- Rhynchomolgus Humes & Ho, 1967
- Solitaricola Stock, 1985
- Spaniomolgus Humes & Stock, 1972
- Telestacicola Humes & Stock, 1972
- Temnomolgus Humes & Ho, 1966
- Verutipes Humes, 1982
- Visayasia Humes, 1992
- Wedanus Humes, 1978
- Xenomolgus Humes & Stock, 1972
- Zamolgus Humes & Stock, 1972

## Publication originale
- Humes & Stock, 1972 : Preliminary notes on a revision of the Lichomolgidae, cyclopoid copepods mainly associated with marine invertebrates. Bulletin of the Zoological Museum of the University of Amsterdam, vol. 2, no 12, p. 121-133.